# ANSDAPO
Die ANSDAPO (Alternative Nationale Strausberger DArt-, Piercing und Tattoo-Offensive) war eine Neonazi-Kameradschaft im Raum Strausberg und wurde am 4. Juli 2005 durch das brandenburgische Innenministerium wegen „geistiger Nähe zum Nationalsozialismus“ verboten. Seit dem 19. März 2008 ist das Verbot rechtskräftig.

## Hintergründe

### Logo
Das Logo bestand aus einer Schwarzen Sonne und dem Namensschriftzug der Kameradschaft, in gelber Frakturschrift auf schwarzen Grund.
Die Schwarze Sonne ist ein Kunstprodukt aus der Zeit des Nationalsozialismus und soll, wie das Hakenkreuz, ein Sonnenrad sein. In ihr sind zwölf Sig-Runen bzw. drei Hakenkreuze zu erkennen. Daher gilt es in der rechtsextremen Szene als beliebtes Ersatzsymbol für das verbotene Hakenkreuz.

### Name
Der Name hat nicht nur auffällige Ähnlichkeit zur NSDAP, sondern auch zu der NSDAP/AO, der Auslandsorganisation (kurz: AO) der NSDAP. Des Weiteren besteht auch eine große Ähnlichkeit mit der NSDAP-Aufbauorganisation des rechtsextremen Deutsch-Amerikaners Gary Lauck, der einen Versandhandel mit nationalsozialistischen Produkten betreibt.

## Sonstiges
Die ANSDAPO pflegte einen freundschaftlichen Umgang mit der als kriminelle Vereinigung eingestuften Rechtsrockband Landser. Prominentestes Mitglied der Kameradschaft war Falko Hesselbarth, der Sohn von Liane Hesselbarth, der brandenburgischen DVU-Fraktionsvorsitzenden im dortigen Landtag. Dieser hatte in der Kameradschaft den Posten des Kassenwartes und war Beisitzer im Vorstand.
Des Weiteren sind Mitglieder von ANSDAPO mehrfach polizeilich aufgefallen: Strafverfahren wegen Verstößen gegen das Versammlungsgesetz sind anhängig. Am 23. Januar 2005 drangen sechs Neo-Nazis, darunter Falko Hesselbarth, in den linksalternativen Jugendclub Horte in Strausberg ein, daraufhin begann unter ihnen und den Anwesenden eine Schlägerei.
Im Jahr 2004 gab es Bestrebungen, die Kameradschaft in einen eingetragenen Verein umzuwandeln oder ihr einen solchen anzugliedern. Die Eintragung ins Vereinsregister wurde durch das Verbot verhindert.